# David Fabricius
David Fabricius (1564-1617) là nhà thần học, nhà thiên văn học người Đức. Ông là cha của Johannes Fabricius. Năm 1596, David Fabricius thực hiện quan sát đầu tiên về một sao biến quang có tên là Mira Ceta (hay còn gọi là Omicron Ceti) nhưng nhầm lẫn là một sao siêu mới khi nó lu mờ dần khỏi tầm nhìn. Ông gặp từng gặp Johannes Kepler trong khoảng thời gian Kepler trở thành người cố vấn cho Hoàng đế Rudolf II.